# 赤羽研三
赤羽 研三（あかば けんぞう、1949年4月10日 - ）は、日本のフランス文学者。上智大学名誉教授。専攻は現代フランス思想・詩学。
東京都台東区生まれ。父は絵本作家の赤羽末吉。1973年東京都立大学 (1949-2011)卒業、1978年同大学院人文科学研究科仏文科博士課程満期退学、防衛大学校助手、講師、助教授、教授、2004年上智大学教授、2016年、定年。

## 著書・訳書

### 単著
- 『言葉と意味を考える 1 (隠喩とイメージ)』夏目書房 1998
- 『言葉と意味を考える 2 (詩とレトリック)』夏目書房 1998
- 『〈冒険〉としての小説 ロマネスクをめぐって』水声社 2015

### 共著
- 『危機のなかの文学 今、なぜ、文学か?』大鐘敦子,沖田吉穗,神田浩一,北山研二,佐々木滋子,澤田肇, 立花史,中山眞彦,原田操, 宮本陽子,横山安由美,吉田裕共著 水声社 2010

### 翻訳
- ジュリア・クリステヴァ『ポリローグ』足立和浩、沢崎浩平、西川直子、北山研二、佐々木滋子、高橋純共訳 白水社 1986
- アルジルダス・ジュリアン・グレマス『意味について』水声社 叢書記号学的実践 1992
- アンジェル・クレメール=マリエッティ『ミシェル・フーコー考古学と系譜学』清水正,桑田礼彰,渡辺仁共訳 新評論 1992
- サラ・コフマン『芸術の幼年期 フロイト美学の一解釈』水声社 叢書言語の政治 1994

## 論文
- ＜赤羽研三